# Antonio Cao
Antonio Cao (Cagliari, 4 maggio 1929 – Cagliari, 21 giugno 2012) è stato un pediatra italiano.

## Biografia
Medico, docente universitario, pediatra e genetista, Cao si laurea nel 1954 in medicina all'Università di Cagliari e nello stesso anno diviene assistente universitario presso la Clinica Pediatrica della stessa Università. Nel 1962 ottiene la libera docenza in Clinica Pediatrica, divenendo contemporaneamente "aiuto" nella medesima Clinica. Nel 1968 si trasferisce a Perugia, sempre come aiuto di Clinica Pediatrica, al seguito del prof. Willy Tangheroni. Nel 1974 Cao diviene Professore Straordinario di Pediatria e viene chiamato a dirigere l'Istituto di Clinica Pediatrica dell'Università di Cagliari, posto che ricopre sino al termine della carriera universitaria. Dal 1980 dirige l'Istituto di Microcitemia dell'Università di Cagliari. Nel 1992 diviene direttore dell'Istituto CNR per la ricerca sulle talassemie ed anemie mediterranee di Cagliari.
I suoi interessi scientifici si concentrano inizialmente sulle malattie genetiche del sistema nervoso centrale e del muscolo scheletrico. Negli anni '70 compie studi approfonditi sulle aberrazioni cromosomiche, sulle atrofie muscolari spinali, sulle sindromi di West e di Schwartz-Jampel. Sempre negli anni '70 si interessa di aspetti biochimici della patologia muscolare, dimostrando come nel muscolo di diverse miopatie, inclusa la distrofia muscolare progressiva tipo Duchenne, si poteva osservare una distribuzione degli isoenzimi della lattico deidrogenasi e della creatinfosfochinasi di tipo fetale, probabilmente indicativa del processo di rigenerazione delle fibre muscolari.
Ma è soprattutto il campo delle talassemie e delle anemie mediterranee quello al quale il prof.Cao si dedica con maggiore intensità e nel quale raggiunge i risultati più significativi. La talassemia è infatti una delle patologie più diffuse in Sardegna. L'équipe diretta dal prof. Cao riesce a definire le basi molecolari della talassemia nella popolazione sarda e a individuare l'omogeneità dei difetti molecolari relativi consistenti per il 95% in una singola mutazione.
Dal 2001 si è occupato del progetto "ProgeNIA".
È scomparso nel 2012 all'età di 83 anni.

## Riconoscimenti
È stato insignito di vari riconoscimenti e onorificenze tra cui: nel 1993 l'"Allan Award" dall'American Society of Human Genetics, nel 1994 il "Fellow of the American Association for the Advancement of Science", nel 1995 il First International Award “Maria Vilma e Bianca Querci” e nel 2000 il "Marta Philipson Award". Il 19 dicembre 2008 è stato insignito dal Presidente della Regione Autonoma della Sardegna dell'onorificenza Sardus Pater. A lui è intitolato l'ospedale pediatrico microcitemico di Cagliari, che dal 2015 fa parte dell'Azienda ospedaliera "G. Brotzu".